# Racing Club Haïtien
Racing Club Haïtien is een Haïtiaanse voetbalclub uit de hoofdstad Port-au-Prince.

## Geschiedenis
De club is een van de succesvolste clubs van het land. Geen enkele club won meer titels en in de jaren 60 verwierf de club zelfs internationale faam door de CONCACAF Champions Cup te winnen. In 2007 degradeerde de club echter uit de hoogste klasse.

## Erelijst
Nationaal
- Ligue Haïtienne

1938, 1941, 1946, 1947, 1954, 1958, 1962, 1969, 1996, 2000, 2002 C, 2009 C
- Coupe d'Haïti

1941, 1944
Internationaal
- CONCACAF Champions Cup

1963
- Tournoi Haiti-Jamaique-Etats-Unis

1968